# Zamora de Hidalgo
Zamora de Hidalgo – miasto w Meksyku, w stanie Michoacán. Liczy 148 800 mieszkańców (1 lipca 2014 roku).